# Adriano Bernardini
Adriano Bernardini (ur. 13 sierpnia 1942 w Piandimeleto we Włoszech) – duchowny katolicki, arcybiskup, nuncjusz apostolski.

## Życiorys
31 marca 1968 otrzymał święcenia kapłańskie z rąk kard. Egidio Vagnozzi i został inkardynowany do archidiecezji Pesaro. W 1970 rozpoczął przygotowanie do służby dyplomatycznej na Papieskiej Akademii Kościelnej.
20 sierpnia 1992 został mianowany przez Jana Pawła II nuncjuszem apostolskim w Bangladeszu oraz arcybiskupem tytularnym Falerii. Sakry biskupiej 15 listopada 1992 r. udzielił mu ówczesny Sekretarz Stanu Angelo Sodano.
W 1996 został przeniesiony do nuncjatury w Madagaskarze, będąc akredytowanym również na Mauritiusie i Seszelach.
W 1999 został nuncjuszem w Tajlandii reprezentując również Stolicę Świętą w Singapurze, Kambodży, Brunei, Malezji, Laosie i Birmie.
W latach 2003–2011 był nuncjuszem apostolskim w Argentynie. 15 listopada 2011 papież Benedykt XVI mianował go nuncjuszem apostolskim we Włoszech i San Marino.
12 września 2017 przeszedł na emeryturę.